# Xerospermum bonii
Xerospermum bonii är en kinesträdsväxtart som först beskrevs av Paul Lecomte, och fick sitt nu gällande namn av Ludwig Radlkofer. Xerospermum bonii ingår i släktet Xerospermum och familjen kinesträdsväxter. Inga underarter finns listade i Catalogue of Life.